# 2.ª etapa del Giro de Italia 2025
La 2.ª etapa del Giro de Italia 2025 tuvo lugar el 10 de mayo de 2025 y consistió en una etapa contrarreloj con inicio y final en la ciudad albanesas de Tirana, sobre un recorrido de 13,7 km. El vencedor fue el británico Joshua Tarling del equipo INEOS Grenadiers, mientras que el esloveno Primož Roglič consiguió colocarse como líder de la carrera.

## Clasificación de la etapa[2]
| Tirana - Tirana | contrarreloj individual | (13,7 km) |

| \| Clasificación de la etapa \| Clasificación de la etapa \| Clasificación de la etapa \| Clasificación de la etapa \| Clasificación de la etapa \| \| Ciclista \| Ciclista \| Equipo \| Tiempo \| \| \| ------------------------- \| ------------------------- \| -------------------------- \| ------------------------- \| ------------------------- \| \| 1.º \| Joshua Tarling \| Ineos Grenadiers \| 16 min 07 s \| \| \| 2.º \| Primož Roglič \| Red Bull-Bora-Hansgrohe \| + 1 s \| \| \| 3.º \| Jay Vine \| UAE Team Emirates XRG \| + 3 s \| \| \| 4.º \| Edoardo Affini \| Team Visma \\| Lease a Bike \| + 6 s \| \| \| 5.º \| Mathias Vacek \| Lidl-Trek \| + 6 s \| \| \| 6.º \| Daan Hoole \| Lidl-Trek \| + 8 s \| \| \| 7.º \| Mads Pedersen \| Lidl-Trek \| + 12 s \| \| \| 8.º \| Brandon McNulty \| UAE Team Emirates XRG \| + 13 s \| \| \| 9.º \| Ethan Hayter \| Soudal Quick-Step \| + 14 s \| \| \| 10.º \| Juan Ayuso \| UAE Team Emirates XRG \| + 17 s \| \| |                 |                            |             |
| |                 |                            |             |
| Fuente: ProCyclingStats |                 |                            |             |
| Clasificación de la etapa |                 |                            |             |
| Ciclista | Ciclista        | Equipo                     | Tiempo      |
| 1.º | Joshua Tarling  | Ineos Grenadiers           | 16 min 07 s |
| 2.º | Primož Roglič   | Red Bull-Bora-Hansgrohe    | + 1 s       |
| 3.º | Jay Vine        | UAE Team Emirates XRG      | + 3 s       |
| 4.º | Edoardo Affini  | Team Visma \| Lease a Bike | + 6 s       |
| 5.º | Mathias Vacek   | Lidl-Trek                  | + 6 s       |
| 6.º | Daan Hoole      | Lidl-Trek                  | + 8 s       |
| 7.º | Mads Pedersen   | Lidl-Trek                  | + 12 s      |
| 8.º | Brandon McNulty | UAE Team Emirates XRG      | + 13 s      |
| 9.º | Ethan Hayter    | Soudal Quick-Step          | + 14 s      |
| 10.º | Juan Ayuso      | UAE Team Emirates XRG      | + 17 s      |

## Clasificaciones al final de la etapa

### Clasificación general(Maglia Rosa)[3]
| \| Clasificación general \| Clasificación general \| Clasificación general \| Clasificación general \| Clasificación general \| \| Ciclista \| Ciclista \| Equipo \| Tiempo \| \| \| --------------------- \| --------------------- \| ----------------------- \| --------------------- \| --------------------- \| \| 1.º \| Primož Roglič \| Red Bull-Bora-Hansgrohe \| 3 h 52 min 32 s \| \| \| 2.º \| Mads Pedersen \| Lidl-Trek \| + 1 s \| \| \| 3.º \| Mathias Vacek \| Lidl-Trek \| + 5 s \| \| \| 4.º \| Brandon McNulty \| UAE Team Emirates XRG \| + 12 s \| \| \| 5.º \| Juan Ayuso \| UAE Team Emirates XRG \| + 16 s \| \| \| 6.º \| Isaac Del Toro \| UAE Team Emirates XRG \| + 17 s \| \| \| 7.º \| Max Poole \| Team Picnic-PostNL \| + 24 s \| \| \| 8.º \| Antonio Tiberi \| Bahrain Victorious \| + 25 s \| \| \| 9.º \| Michael Storer \| Tudor Pro Cycling Team \| + 27 s \| \| \| 10.º \| Giulio Pellizzari \| Red Bull-Bora-Hansgrohe \| + 31 s \| \| |                   |                         |                 |
| |                   |                         |                 |
| Fuente: ProCyclingStats |                   |                         |                 |
| Clasificación general |                   |                         |                 |
| Ciclista | Ciclista          | Equipo                  | Tiempo          |
| 1.º | Primož Roglič     | Red Bull-Bora-Hansgrohe | 3 h 52 min 32 s |
| 2.º | Mads Pedersen     | Lidl-Trek               | + 1 s           |
| 3.º | Mathias Vacek     | Lidl-Trek               | + 5 s           |
| 4.º | Brandon McNulty   | UAE Team Emirates XRG   | + 12 s          |
| 5.º | Juan Ayuso        | UAE Team Emirates XRG   | + 16 s          |
| 6.º | Isaac Del Toro    | UAE Team Emirates XRG   | + 17 s          |
| 7.º | Max Poole         | Team Picnic-PostNL      | + 24 s          |
| 8.º | Antonio Tiberi    | Bahrain Victorious      | + 25 s          |
| 9.º | Michael Storer    | Tudor Pro Cycling Team  | + 27 s          |
| 10.º | Giulio Pellizzari | Red Bull-Bora-Hansgrohe | + 31 s          |

### Clasificación por puntos(Maglia Ciclamino)[4]
| Clasificación por puntos | Clasificación por puntos | Clasificación por puntos      | Clasificación por puntos | Clasificación por puntos |
| Ciclista                 | Ciclista                 | Equipo                        | Puntos                   |                          |
| ------------------------ | ------------------------ | ----------------------------- | ------------------------ | ------------------------ |
| 1.º                      | Mads Pedersen            | Lidl-Trek                     | 29 pts                   |                          |
| 2.º                      | Wout van Aert            | Team Visma \| Lease a Bike    | 18 pts                   |                          |
| 3.º                      | Manuele Tarozzi          | VF Group-Bardiani CSF-Faizanè | 17 pts                   |                          |
| 4.º                      | Joshua Tarling           | Ineos Grenadiers              | 15 pts                   |                          |
| 5.º                      | Alessandro Tonelli       | Team Polti VisitMalta         | 15 pts                   |                          |
| 6.º                      | Primož Roglič            | Red Bull-Bora-Hansgrohe       | 12 pts                   |                          |
| 7.º                      | Orluis Aular             | Movistar Team                 | 12 pts                   |                          |
| 8.º                      | Sylvain Moniquet         | Cofidis                       | 11 pts                   |                          |
| 9.º                      | Jay Vine                 | UAE Team Emirates XRG         | 9 pts                    |                          |
| 10.º                     | Taco van der Hoorn       | Intermarché-Wanty             | 9 pts                    |                          |

### Clasificación de la montaña(Maglia Azzurra)[5]
| Clasificación de la montaña | Clasificación de la montaña | Clasificación de la montaña   | Clasificación de la montaña | Clasificación de la montaña |
| Ciclista                    | Ciclista                    | Equipo                        | Puntos                      |                             |
| --------------------------- | --------------------------- | ----------------------------- | --------------------------- | --------------------------- |
| 1.º                         | Sylvain Moniquet            | Cofidis                       | 18 pts                      |                             |
| 2.º                         | Lorenzo Fortunato           | XDS Astana Team               | 10 pts                      |                             |
| 3.º                         | Giulio Ciccone              | Lidl-Trek                     | 9 pts                       |                             |
| 4.º                         | Alessandro Verre            | Arkéa-B&B Hotels              | 8 pts                       |                             |
| 5.º                         | Alessandro Tonelli          | Team Polti VisitMalta         | 6 pts                       |                             |
| 6.º                         | Mads Pedersen               | Lidl-Trek                     | 4 pts                       |                             |
| 7.º                         | Mathias Vacek               | Lidl-Trek                     | 4 pts                       |                             |
| 8.º                         | Manuele Tarozzi             | VF Group-Bardiani CSF-Faizanè | 4 pts                       |                             |
| 9.º                         | Pello Bilbao                | Bahrain Victorious            | 4 pts                       |                             |
| 10.º                        | Primož Roglič               | Red Bull-Bora-Hansgrohe       | 3 pts                       |                             |

### Clasificación de los jóvenes(Maglia Bianca)[6]
| Clasificación del mejor joven | Clasificación del mejor joven | Clasificación del mejor joven | Clasificación del mejor joven | Clasificación del mejor joven |
| Ciclista                      | Ciclista                      | Equipo                        | Tiempo                        |                               |
| ----------------------------- | ----------------------------- | ----------------------------- | ----------------------------- | ----------------------------- |
| 1.º                           | Mathias Vacek                 | Lidl-Trek                     | 3 h 52 min 37 s               |                               |
| 2.º                           | Juan Ayuso                    | UAE Team Emirates XRG         | + 11 s                        |                               |
| 3.º                           | Isaac Del Toro                | UAE Team Emirates XRG         | + 12 s                        |                               |
| 4.º                           | Max Poole                     | Team Picnic-PostNL            | + 19 s                        |                               |
| 5.º                           | Antonio Tiberi                | Bahrain Victorious            | + 20 s                        |                               |
| 6.º                           | Giulio Pellizzari             | Red Bull-Bora-Hansgrohe       | + 26 s                        |                               |
| 7.º                           | Davide Piganzoli              | Team Polti VisitMalta         | + 35 s                        |                               |
| 8.º                           | Francesco Busatto             | Intermarché-Wanty             | + 57 s                        |                               |
| 9.º                           | Felix Engelhardt              | Team Jayco AlUla              | + 1 min 11 s                  |                               |
| 10.º                          | Joshua Tarling                | Ineos Grenadiers              | + 1 min 29 s                  |                               |

### Clasificación por equipos"Súper team"[7]
| Clasificación por equipos | Clasificación por equipos  | Clasificación por equipos | Clasificación por equipos |
| Equipo                    | Equipo                     | Tiempo                    |                           |
| ------------------------- | -------------------------- | ------------------------- | ------------------------- |
| 1.º                       | Lidl-Trek                  | 11 h 37 min 59 s          |                           |
| 2.º                       | UAE Team Emirates XRG      | + 7 s                     |                           |
| 3.º                       | Red Bull-BORA-hansgrohe    | + 15 s                    |                           |
| 4.º                       | Team Visma \| Lease a Bike | + 47 s                    |                           |
| 5.º                       | Movistar Team              | + 1 min 35 s              |                           |
| 6.º                       | Team Jayco AlUla           | + 2 min 10 s              |                           |
| 7.º                       | Q36.5 Pro Cycling Team     | + 2 min 41 s              |                           |
| 8.º                       | XDS Astana Team            | + 3 min 00 s              |                           |
| 9.º                       | Bahrain-Victorious         | + 3 min 24 s              |                           |
| 10.º                      | Team Picnic-PostNL         | + 3 min 25 s              |                           |

## Abandonos
Ninguno.